# Platon Dmitrijewitsch Morosow

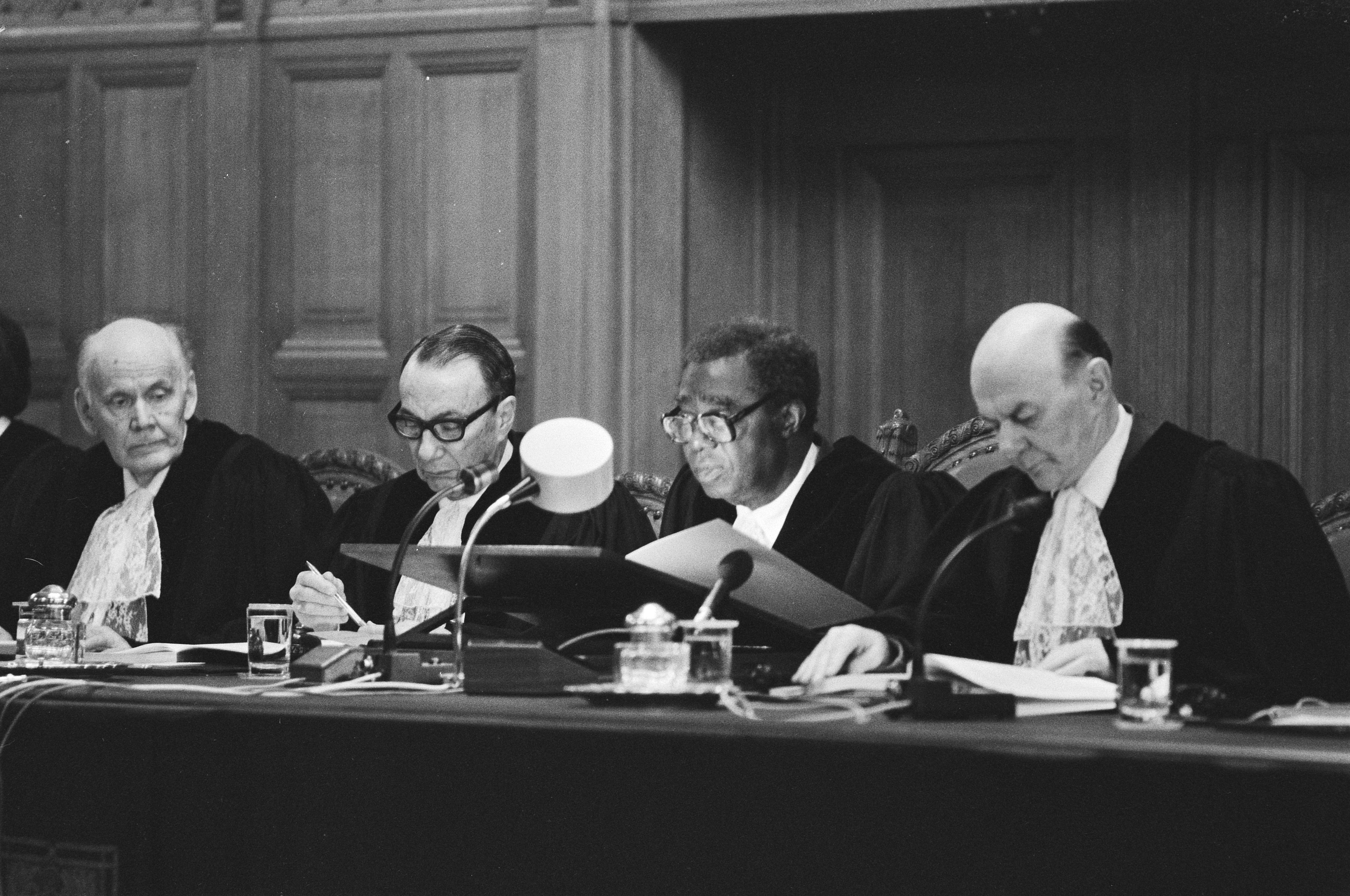
Richter am Internationalen Gerichtshof (1984). V. l. n. r.: Morosow, Sette Camara, Elias (President) und Manfred Lachs

Platon Dmitrijewitsch Morosow (russisch Платон Дмитриевич Морозов; * 1906 in Sankt Petersburg; † 1986) war ein sowjetischer Jurist. Von 1970 bis 1985 wirkte er als Richter am Internationalen Gerichtshof in Den Haag.

## Leben
Morosow studierte in seiner Heimatstadt Rechtswissenschaften und arbeitete anschließend für circa 20 Jahre als niedergelassener Rechtsanwalt und für die Generalstaatsanwaltschaft der UdSSR. 1946 war er Mitglied der sowjetischen Delegation bei den Tokioter Prozessen und von 1951 bis 1968 Vertreter der Sowjetunion bei der UN-Menschenrechtskommission. Gleichzeitig war er als stellvertretender Leiter der Rechtsabteilung des sowjetischen Außenministeriums tätig. Von 1960 bis 1968 war er stellvertretender Vertreter der UdSSR beim Sicherheitsrat der Vereinten Nationen und stellvertretender Ständiger Vertreter bei den Vereinten Nationen. 1969 wurde er zum Richter am Internationalen Gerichtshof gewählt und verfasste in seiner Amtszeit sieben Sondervoten, drei Separate Opinions und eine Erklärung. Im August 1985 legte er sein Amt aus gesundheitlichen Gründen nieder. Zu seinem Nachfolger wurde sein Landsmann Nikolai Tarassow gewählt.